# Reciclagem de óleo de cozinha

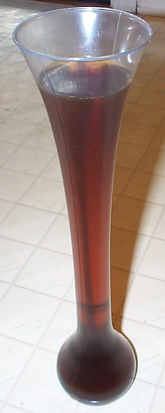
Óleo de cozinha usado.

O óleo de cozinha usado, assim como outros materiais, também pode ser reciclado.
Atualmente, a grande maioria do óleo coletado em grandes cidades é encaminhado para Usinas onde é transformado em Biodiesel.
Segundo dados da ONG Ecóleo, apenas na região da grande São Paulo são coletados 1,3 milhão de litros de óleos vegetais usados por mês (dados de junho de 2009), o que representa algo em torno de 38 milhões de litros de águas que deixaram de ser poluídas e gerando mais de 400 postos de trabalho na região.
Muitos estabelecimentos comerciais como restaurantes, bares, lanchonetes, pastelarias, hotéis e residências jogam o óleo comestível usado na rede de esgoto, que são produtos de difícil degradação no meio ambiente, que não se dissolvem e nem se misturam à água, formando uma camada densa que impede as trocas gasosas, se tornando um problema para rios, lagos e aquíferos. O óleo que é mais leve do que a água, fica na superfície, criando uma barreira que dificulta a entrada de luz e a oxigenação, comprometendo assim a base da cadeia alimentar aquática. O descarte destas gorduras no esgoto também pode gerar graves problemas de higiene na rede de esgoto, causando seu entupimento, que força a infiltração no solo, contaminando o lençol freático, ou atingindo a superfície. Para retirar o óleo e desentupir os canos são empregados produtos químicos altamente tóxicos, o que acaba criando uma cadeia perniciosa.
A produção de biodiesel a partir de óleo vegetal usado, além de gerar benefícios ao meio ambiente, pode ser convertida em vantagens econômicas. Pelo acordo estabelecido no Protocolo de Kyoto e nas diretrizes do MDL (Mecanismos de Desenvolvimentos Limpos), a diminuição das emissões de gases do efeito estufa, pode ser trocada por créditos de carbono. O ganho decorrente da redução da emissão de Gases responsáveis pelo Efeito Estufa (GEE), por queimar um combustível mais limpo, pode ser estimado em cerca de 2,5 toneladas de CO2 por tonelada de biodiesel.
O reuso de materiais é uma das melhores formas de contribuir com a diminuição do uso impactante dos recursos naturais, que diante da quantidade de óleos produzida em grandes centros, demonstrou-se viável do ponto de vista técnico e econômico a sua coleta e transformação em biodiesel para posterior utilização nas frotas de ônibus urbanos, caminhão e/ou motores estacionários movidos a diesel.